# Agadez (região)
Agadez é uma região administrativa no Níger, cuja área é de 667.799 km², correspondendo a 52,6% do território nacional. A capital regional é a comuna de Agadez.
A região é limitada, ao norte, pela Argélia e Líbia; a leste, pelo Chade; a oeste, pelo Mali e pela região de Tahoua e a Sul pelas regiões de Zinder e Maradi.

## Divisão administrativa
Anteriormente, a região de Agadez compreendia três  departamentos (Arlit, Bilma e Tchirozerine), número que foi duplicado a partir de agosto de 2011, após a aprovação um projeto de lei  que elevou o estatuto de antigos postos administrativos a departamentos. Em consequência, o número de departamentos do país passou de 36 para 63. A região de Agadez passou, então, a ser integrada por mais três departamentos (Iférouane, Aderbissanat e Ingall). 

### Departamentos[3]
15 comunas integram os seis departamentos da região, sendo quatro delas urbanas (assinaladas com asterisco) e 11  rurais.
- Arlit

Comunas: Arlit (*), Dannet, Gougaram
- Bilma

Comunas: Bilma (*), Dirkou, Djado, Fachi
- Tchirozerine

Comunas: Agadez (*), Dabaga, Tabelot, Tchirozérine (*)
- Iférouane

Comunas: Iférouane, Timia
- Aderbissanat

Comuna: Aderbissinat
- Ingall

Comuna: Ingall